# Billy Ayers
Pour les articles homonymes, voir Ayers.
Billy Ayers (né en Angleterre au XIXe siècle et mort au XXe siècle) est un joueur de football anglais, qui évoluait au poste d'attaquant.

## Biographie
Parti en Italie, il commence sa carrière de footballeur dans le Piémont chez les turinois de la Juventus FC en 1912. Il dispute son premier match le 19 janvier 1913 contre le Pro Vercelli, lors d'une défaite 4 buts à 0, et joue son dernier match contre le Novare Calcio le 16 février 1913 lors d'une victoire 3-0.